# Yolanda Polo Redondo
Yolanda Polo Redondo (Zaragoza, 1957) es catedrática de Comercialización e Investigación de Mercados de la Universidad de Zaragoza. Fue Vicerrectora de Cultura y Proyección Social de la misma universidad desde abril de 2016 hasta abril de 2025. Es una de las principales investigadoras de su área, dirige el Grupo de Investigación de Excelencia «Generés» y el Máster en Comunicación de Empresa y Publicidad de la Universidad de Zaragoza desde 2002. De 2008 a 2011 fue Gestora de Economía del Plan Nacional de Investigación Científica, Desarrollo e Innovación Tecnológica, dependiente del Ministerio de Ciencia y Tecnología, y fue miembro del Consejo Asesor en materia de Investigación, Desarrollo e Innovación (CONAID) del Gobierno de Aragón entre 2004 y 2014. 
En septiembre de 2015 impartió la lección inaugural en el acto solemne de apertura del curso académico 2015-2016 de la Universidad de Zaragoza. Llevó por título «El valor del marketing para la empresa y la sociedad» y versó sobre el reto de conseguir la supervivencia de las empresas a partir de acciones de marketing, disciplina integradora de todas las áreas funcionales de la empresa para generar valor para el cliente.
Fue la primera mujer catedrática de Marketing en España.[cita requerida] En 2023 recibe el Premio a la Trayectoria Académica en el Congreso Internacional de Márquetin.

## Trayectoria
Nació en 1957 en el zaragozano barrio de El Gancho. Fue alumna de la primera promoción de Ciencias Económicas, que se impartió por primera vez en Zaragoza en 1974,  y nada más licenciarse comenzó su actividad docente. Imparte clases desde 1979 en la Facultad de Ciencias Económicas y Empresariales de la Universidad de Zaragoza. 
En 1992, a los 35 años, obtuvo su cátedra en Comercialización e Investigación de Mercados, convirtiéndose en la primera mujer que ocupó una cátedra de Marketing en España y en una de las catedráticas más jóvenes del país.

## Investigación
Desde 1985 ha participado regularmente, como investigadora principal, en más de 30 proyectos de investigación de convocatorias públicas y privadas (Ministerio de Ciencia y Tecnología, Ministerio de Trabajo, Ministerio de Educación y Ciencia, CICYT, Ministerio de Asuntos Sociales, Fundación del Banco Exterior, Fundación FIES o Fundación de Economía Aragonesa). Es investigadora principal del Grupo de Investigación de Excelencia «Generés», reconocido por el Gobierno de Aragón, que cuenta con una treintena de miembros.
Tiene reconocidos siete sexenios de investigación (periodo 1982-2024) y un sexenio de transferencia.
Ha sido Presidenta de la Asociación Científica de Economía y Dirección de la Empresa (ACEDE) y miembro de la Asociación Europea de Economía y Dirección de Empresas. Ha pertenecido al Comité Científico de numerosos congresos nacionales e internacionales. Presidió el Comité Organizador de los VIII Encuentros de Profesores de Marketing y las II Jornadas Internacionales de Marketing Público y no Lucrativo. 
En 2014 fue miembro del jurado del Premio Nacional de Investigación Pascual Madoz en el Área de Derecho y Ciencias Económicas y Sociales, convocado por la Secretaría de Estado de Investigación, Desarrollo e Innovación del Ministerio de Economía y Competitividad. En 2016 y en 2017 formó parte del jurado del Premio Aragón y en 2010 fue miembro del jurado del Premio Aragón Investiga a la excelencia investigadora, convocados ambos por el Gobierno de Aragón.
Ha dirigido quince tesis doctorales, seis de las cuales han sido reconocidas con el Premio Extraordinario y tres de ellas con el premio a la mejor tesis doctoral leída en el área de Comercialización e Investigación de Mercados.
Es evaluadora de Proyectos de Investigación de la Comisión Interministerial de Ciencia y Tecnología (CICYT), CIHEAM, IVIE, FUNCAS y BBVA.

## Premios y reconocimientos
Premios recibidos por sus trabajos de investigación:
- Primer Premio Nacional de Investigación de Mercados, Marketing y Opinión Pública. METRA/SEIS AEDEMO, 1985, con el trabajo titulado: «Determinantes Socioeconómicos de la Difusión de Innovaciones».
- Paper Awards (Honourable Mention) al trabajo de investigación «Follower(s) Entry Timing: Evidence from the Spanish Banking Sector», dentro de la First International Conference- Iberoamericana Academy of Management. Madrid, Universidad Carlos III. Diciembre, 1999.
- Best Paper from the 12th International Conference on Research in the Distribute Trades (EAERCD Conference) al trabajo «Relationships in franchised distribution systems». París.  Julio, 2003.
- Best Paper AWARD from the 2003 European Applied Business Research Conference con el trabajo «Long Term Relationships in Franchised Distribution Systems». Venecia. Junio, 2003
- Premio otorgado por AETIC (Asociación de Empresas de Electrónica, Tecnologías de la Información y Telecomunicaciones de España) y la Universidad Complutense para desarrollar un proyecto de investigación con el título «Análisis estratégico del impacto de los costes de cambio y efectos de red en la economía digital». Madrid. Diciembre, 2004.
- Best Paper AWARD from the 2006 The European Institute of Retailing and Services Studies (EIRASS) con el trabajo «The impact of customer relationship characteristics and customer demographics on customer switching behaviour: differences between switcher y stayers». Budapest (Hungary).
- Premio al Mejor artículo de investigación publicado en Marketing en 2016 en la X Edición Premios AEMARK por el trabajo «Does the Nature of the Interaction Matter? Understanding Customer Channel Choice for Purchases and Communications» (Polo, Y. & Sesé, F-J., Journal of Service Research, 19 (3), 276–290). Sevilla. Septiembre, 2017.
- Su trabajo Unlocking the power of marketing  recibió el Premio al Mejor artículo de investigación publicado en Marketing en 2018 por un profesor del área de Comercialización e Investigación de Mercados, otorgado por la Asociación Española de Marketing Académico y Profesional en el marco del XXXIII Congreso Internacional de Marketing Communications celebrado en Cáceres en septiembre de 2019.

Premios recibidos por su trayectoria académica:
- En enero de 2021 recibió el Premio a la Trayectoria de Investigación (IMTC Award), otorgado en el marco del Marketing TrendsConference celebrado en Venecia (Italia).
- En septiembre de 2023 recibió el Premio AEMARK Recognition for Excellence in Marketing otorgado por la Asociación Española de Marketing Académico y Profesional. La entrega tuvo lugar en Madrid, en la gala de clausura del XXXIV Congreso Internacional de Marketing.

Premios recibidos por su labor de promoción de la cultura y de la ciencia:
- Premio del Festival de Cine de Zaragoza en su edición nº 28 por su actividad al frente del Vicerrectorado de Cultura y Proyección Social de la Universidad de Zaragoza, otorgado en noviembre de 2023.
- Premio Artes y Letras, en la categoría de Promoción de las Artes y la Letras, otorgado por el periódico Heraldo de Aragón en diciembre de 2023.
- Premio Búho por la «estimulante labor de interacción cultural con la sociedad aragonesa desde el Paraninfo», concedido por la Asociación Aragonesa de Amigos del Libro en abril de 2024.
- Sabina de Oro «por su excelencia docente y su compromiso con la defensa de la igualdad, visibilizando el protagonismo de la mujer en los ámbitos universitario, artístico, político y social» otorgado por el Club de Opinión La Sabina en septiembre de 2024.[11]

- Premio Tercer Milenio de Heraldo de Aragón 2024 en la categoría de Divulgación en Aragón por el «Espacio Cajal» creado en el Paraninfo de la Universidad de Zaragoza.
- Mención especial del Premio Aragón Investiga 2024 del Gobierno de Aragón por el Proyecto Cajal.
- Premio a la Promoción Deportiva por su labor al frente del deporte universitario entre 2016 y 2025, concedido por la Universidad de Zaragoza.

## Publicaciones
Ha publicado sus investigaciones en más de 20 libros y más de 200 artículos en distintas revistas nacionales e internacionales, entre las que destacan Journal of Academy of Marketing Science, Strategic Management Journal, Journal of Service Research, Journal of Interactive Marketing, Research Policy, Supply Chain Management, Journal of Business Ethics, Industrial Marketing Management, Information&Management, Journal of Information Technology.
Durante diez años ha sido editora de la revista Cuadernos Aragoneses de Economía y lo fue también de la Revista Española de Investigación de Marketing desde enero de 2001 hasta diciembre de 2004. Es miembro del Consejo de Redacción de diferentes revistas como Cuadernos de Economía y Dirección de la Empresa, Revista de Marketing Público y No Lucrativo, Universia Business Review y Revista Española de Investigación de Marketing. Es miembro del Consejo Editor de las Prensas Universitarias de la Universidad de Zaragoza.
Es evaluadora de distintas revistas: Investigaciones Económicas, Información Comercial Española, Revista Europea de Dirección y Economía de la Empresa, Información Tecnológica, Revista Española de Investigación de Marketing, Cuadernos de Economía y Dirección de la Empresa, Moneda y Crédito, Cuadernos Aragoneses de Economía, Cuadernos de Ciencias Económicas y Empresariales, International Review of Public and Non Profit Marketing y Universia Business Review.

## Gestión universitaria
Ha coordinado dos Estudios Propios en la Universidad de Zaragoza: el Posgrado «Economía de la Distribución Comercial» desde 1990 hasta 1995, y el Máster en Comunicación de Empresa y Publicidad desde 2002; Durante el período 1998-2003, dirigió el Máster de Marketing y Gestión Comercial organizado por la Universidad de Zaragoza y el Club de Marketing de esta ciudad.
Ha ocupado distintos puestos en la Universidad de Zaragoza. Ha sido desde 1993 a 1998 y desde 2002 hasta 2004 Directora del Departamento de Economía y Dirección de Empresas. Fue Vicedecana de Ordenación Académica de la Facultad de Ciencias Económicas y Empresariales de 1990 a 1993. Es miembro de la Junta de Facultad, y ha pertenecido a las comisiones de Ordenación Docente, de Contratación, de Control y Evaluación de la Docencia (de la que fue Presidenta durante cinco años), del Plan de Estudios y del Plan Estratégico de la Universidad. Forma parte del Claustro de la Universidad desde el año 1993 y ha pertenecido a la Comisión de Elaboración de Estatutos de dicha Universidad y a la Subcomisión de Docencia e Investigación.  Desde 2007 es Vicepresidenta del Claustro de la Universidad de Zaragoza.
Ha formado parte de la Comisión de Acreditación de Cátedras para las áreas de Economía, Ciencias Jurídicas y Sociales, de 2010 a 2012.

## Gestión no universitaria
Desde 2008 a 2011 fue Gestora de Economía del Plan Nacional de Investigación Científica, Desarrollo e Innovación Tecnológica, dependiente del Ministerio de Ciencia y Tecnología.
Entre 2004 y 2014 formó parte del Consejo Asesor en materia de Investigación, Desarrollo e Innovación (CONAID) del Gobierno de Aragón.
Fue miembro de la Iniciativa Social de Mediación,  impulsada por la Fundación Ecología y Desarrollo en 2003 con el fin de «reunir 38 personas de reconocido prestigio profesional y social en Aragón que crearan un nuevo espacio para intentar el diálogo» y de elaborar el documento «Compromiso de los aragoneses sobre el agua».
También formó parte del Consejo Asesor de Zaragoza (Cuarto Espacio), impulsado por la Diputación Provincial de Zaragoza.
En 2017 fue nombrada Vocal en el Consejo Asesor de la Corporación Aragonesa de Radio y Televisión.

## Libros publicados
Además de colaborar en más de 20 obras colectivas, ha publicado entre otros los siguientes libros:
- Desarrollo de nuevos productos: aplicaciones a la economía española.

Prensas Universitarias de Zaragoza, 1988. ISBN 84-7733-047-6
- Producción y marketing: un enfoque logístico de la empresa.[16] Polo, Yolanda; Tomás, Luis C.  Ariel, 1993. ISBN 84-344-2090-2
- El valor del marketing para la empresa y la sociedad. Polo, Yolanda.

Prensas de la Universidad de Zaragoza, 2015. ISBN 978-84-16515-09-7

## Artículos de investigación publicados
Entre los más de doscientos artículos de investigación publicados, destacan los siguientes:
- Cambra, J.; Patrício L.; Polo, Y.; Trifu, A. (2024), «It's the moment of truth: a longitudinal study of touchpoints influence on business-to-business relationships», Journal of Research in Interactive Marketing. DOI: 10.1108/JRIM-07-2022-0227.
- Lucia Palacios, L.; Pérez López, R.; Polo Redondo, Y. (2021), «Antecedents and consequences of stress in retailing: environmental expectations and promoter scoring», International Journal of Retail & Distribution Management. ISSN: 0959-0552.
- Lucia Palacios, L.; Pérez López, R.; Polo Redondo, Y. (2021), «Does stress matter in mall experience and customer satisfaction?», Journal of Services Marketing. ISSN: 0887-6045.
- Lucia Palacios, L.; Pérez López, R.; Polo Redondo, Y. (2019), «How situational circumstances modify the effects of frontline employees' competences on customer satisfaction with the store», Journal of Retailing and Customer Services 52. ISSN: 0969-6989. doi:10.1016
- Lucia Palacios, L.; Pérez López, R.; Polo Redondo, Y. (2018), «Can social support alleviate stress while shopping in crowded retail environments?», Journal of Business Research 90: 142-150. ISSN: 0148-2963.
- Kumar, Vk.; Petersen, A.; Polo, Y.; Sesé, F.J. (2018). «Unlocking the Power of Marketing: Understanding the Links between Customer Mindset Metrics, Behavior, and Profitability». Journal of the Academy of Marketing Science. ISSN 0092-0703.
- Polo, Y.; Sesé, F.J. (2017). «Does the Nature of the Interaction Matter? Understanding Customer Channel Choice for Purchases and Communications». Journal of Service Research. ISSN 1094-6705.
- Lucia, L.; Bordonaba, V.; Polo, Y.; Grünhagen, M. (2016). «Complementary IT resources for enabling technological opportunism». Information&Management 53: 654-667. ISSN 0268-4012.
- Lucia, L.; Pérez, R.; Polo, Y. (2016). «Enemies of new IT systems usage: inertia and switching costs». Service Business. 10(2): 447-467. ISSN 1862-8516.

- Bordonaba, V.; Grünhagen, M.; Lucia, L.; Polo, Y. (2014). «Technological opportunism effects on IT adoption, intra-firm diffusion and performance: evidence from the U.S. and Spain». Journal of Business Research 67: 1178-1188. ISSN 0148-2963.
- Bordonaba, V.; Polo, Y.; Lucia, L.; Grünhagen, M. (2014). «E-business implementation and performance: analysis of mediating factors». Internet Research 24 (2): 223-245. ISSN 1066-2243.
- Polo, Y.; Sesé, J. (2013). «Strengthening Customer Relationships: What Factors Influence Customers to Migrate to Contracts?». Journal of Service Research. ISSN 1094-6705.
- Fuentelsaz, L.; Maicas, J.P.; Polo, Y. (2012). «Switching Costs, Network Effects and Competition in the European Mobile Telecommunications Industry». Information Systems Research 23 (1): 93-108. ISSN 1047-7047.
- Polo, Y.; Sesé, J.; Verhoef, P.C. (2011). «The Effect of Pricing and Advertising on Customer Retention in a Liberalizing Market». Journal of Interactive Marketing 25 (4): 201-214. ISSN 1094-9968.
- Polo, Y.; Sesé, J. (2009). «How to Make Switching Costly: The Role of Marketing and Relationship Characteristics». Journal of Service Research 12 (2): 119-137. ISSN 1094-6705.
- Maicas, J.P.; Polo, Y.; Sesé, J. (2009). «The Role of Personal Network Effects and Switching Costs in Determining Mobile Users’ Choice». Journal of Information Technology 24 (2): 160-171. ISSN 0268-3962.
- Cambra, J.; Polo, Y. (2008). «Influence of the standardization of a firm´s productive process on the long-term orientation of its supply function: an empirical study». Industrial Marketing Management 37 (4): 407-420. ISSN 0019-8501.
- Cambra, J.; Polo, Y.; Wilson, A. (2008). «The influence of an organization´s corporate values on employees personal buying behaviour». Journal of Business Ethics 81 (1): 157-167. ISSN 0167-4544.
- Cambra, J.; Hart, S.; Polo, Y. (2008). «Environmental respect: ethics or simply business? A study in the small and medium enterprise context». Journal of Business Ethics 82 (3): 645-656. ISSN 0167-4544.
- Fuentelsaz, L.; Gómez, J.; Polo, Y. (2003). «Intrafirm Diffusion of New Technologies: an empirical application». Research Policy 32: 533-551. ISSN 0048-7333.
- Fuentelsaz, L.; Gómez, J.; Polo, Y. (2002). «Followers Entry Timing: Evidence from the Spanish Banking Sector». Strategic Management Journal 23 (3): 245-264. ISSN 1097-0266.
- Jiménez, J.; Polo, Y. (2001). «Key variables in the EDI Adoption by Retail Firms». Technovation 21 (6): 385-394. ISSN 0166-4972.
- Jiménez, J.; Polo, Y. (1999). «Kalman Filtering as a Tool to Study the Technological Substitution in the Telecomunications Sector». Technovation 219 (12): 735-747. ISSN 0166-4972.
- Jiménez, J.; Polo, Y. (1998). «International Diffusion of a New Tool: The Case of Electronic Data Interchange (EDI) in the Retailing Sector». Research Policy 26 (7-8): 811-827. ISSN 0048-7333.